# Iphiaulax erythrogaster
Iphiaulax erythrogaster är en stekelart som först beskrevs av Brulle 1846.  Iphiaulax erythrogaster ingår i släktet Iphiaulax och familjen bracksteklar. Inga underarter finns listade i Catalogue of Life.